# Парк развлечений (Припять)
Парк развлече́ний (укр. Парк розваг, парк атракціонів) — нефункционирующий из-за аварии на Чернобыльской АЭС городской парк в покинутом городе Припять, Киевская область, Украина. Одно из сильно заражённых мест в Припяти.

## Расположение
Парк расположен в центре города, позади площади со зданиями универмага, дворца культуры «Энергетик» и гостиницы «Полесье».

## Аттракционы
Наиболее известным объектом, находящимся на территории парка, является колесо обозрения, впоследствии ставшее одним из символов как Припяти, так и всей Чернобыльской зоны отчуждения в целом. Колесо никогда не работало; оно должно было быть запущено 1 мая 1986 года, но за 5 дней до ввода аттракциона в эксплуатацию произошла авария на ЧАЭС. Однако тестовые запуски колеса производились до открытия парка развлечений, во время монтажа.
В сентябре 2017 года туристам из Польши на короткий промежуток времени удалось запустить «Чёртово колесо». После того, как они засняли это на видео, колесо было вновь остановлено.

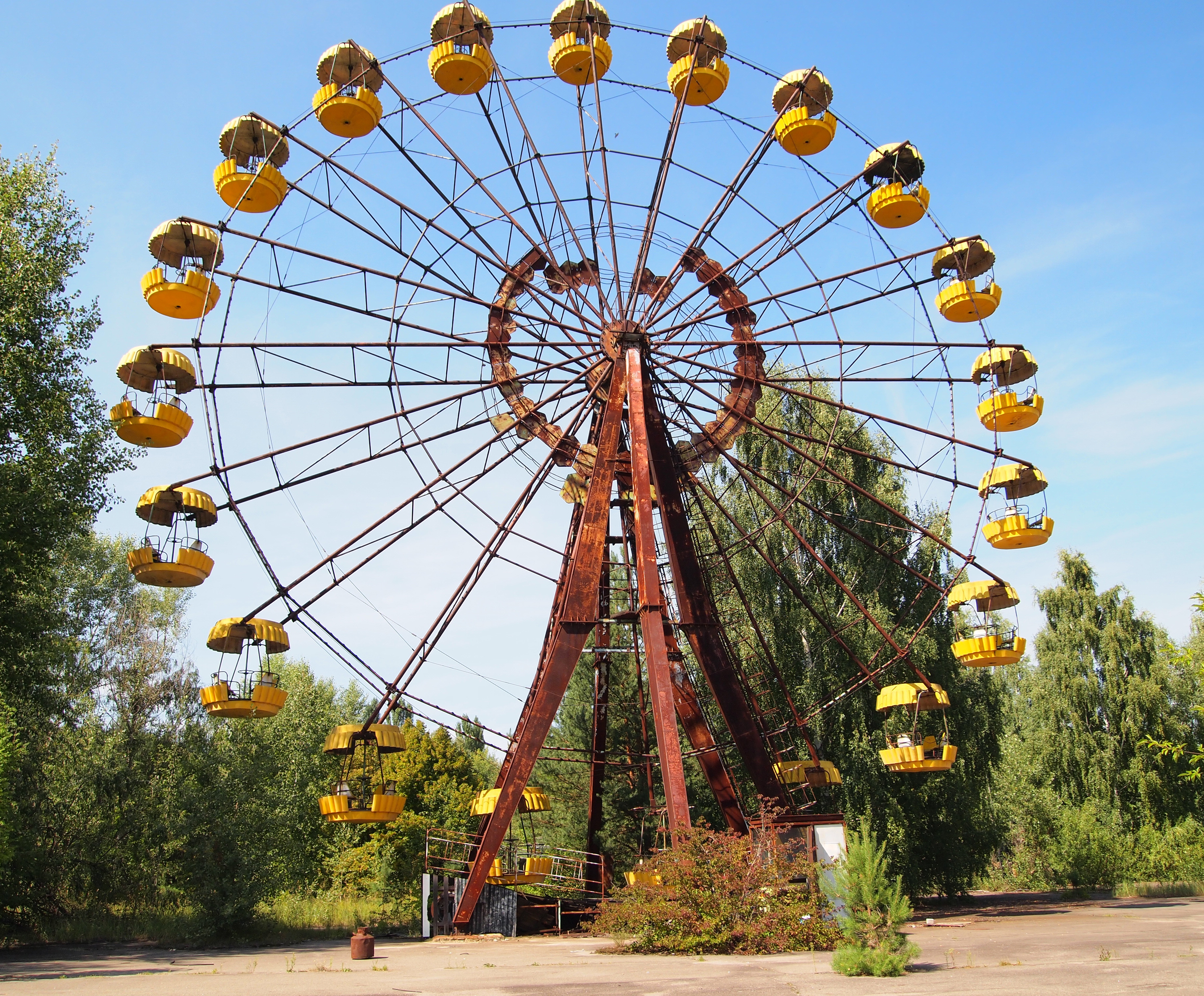
Колесо обозрения
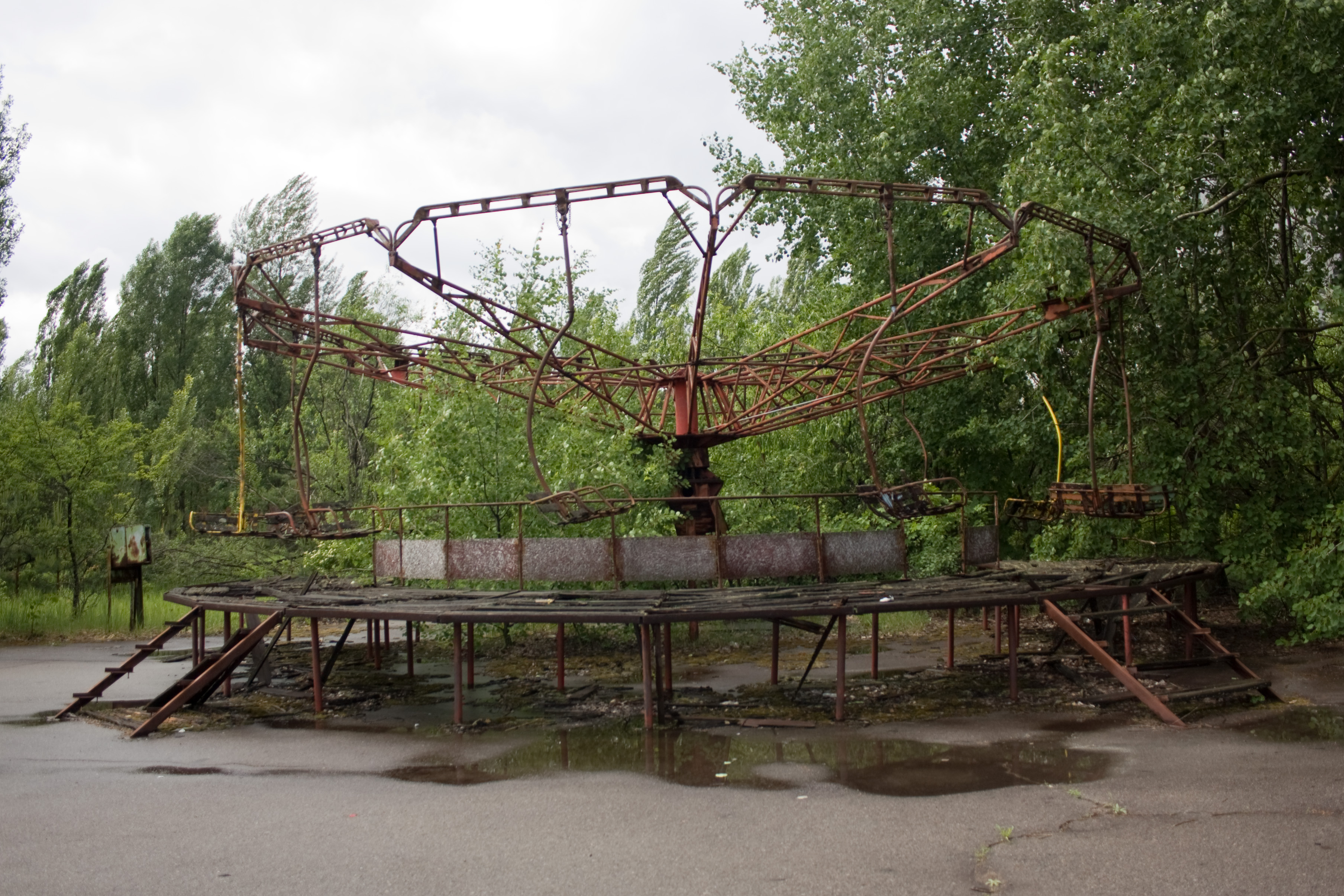
Карусель «Ромашка»
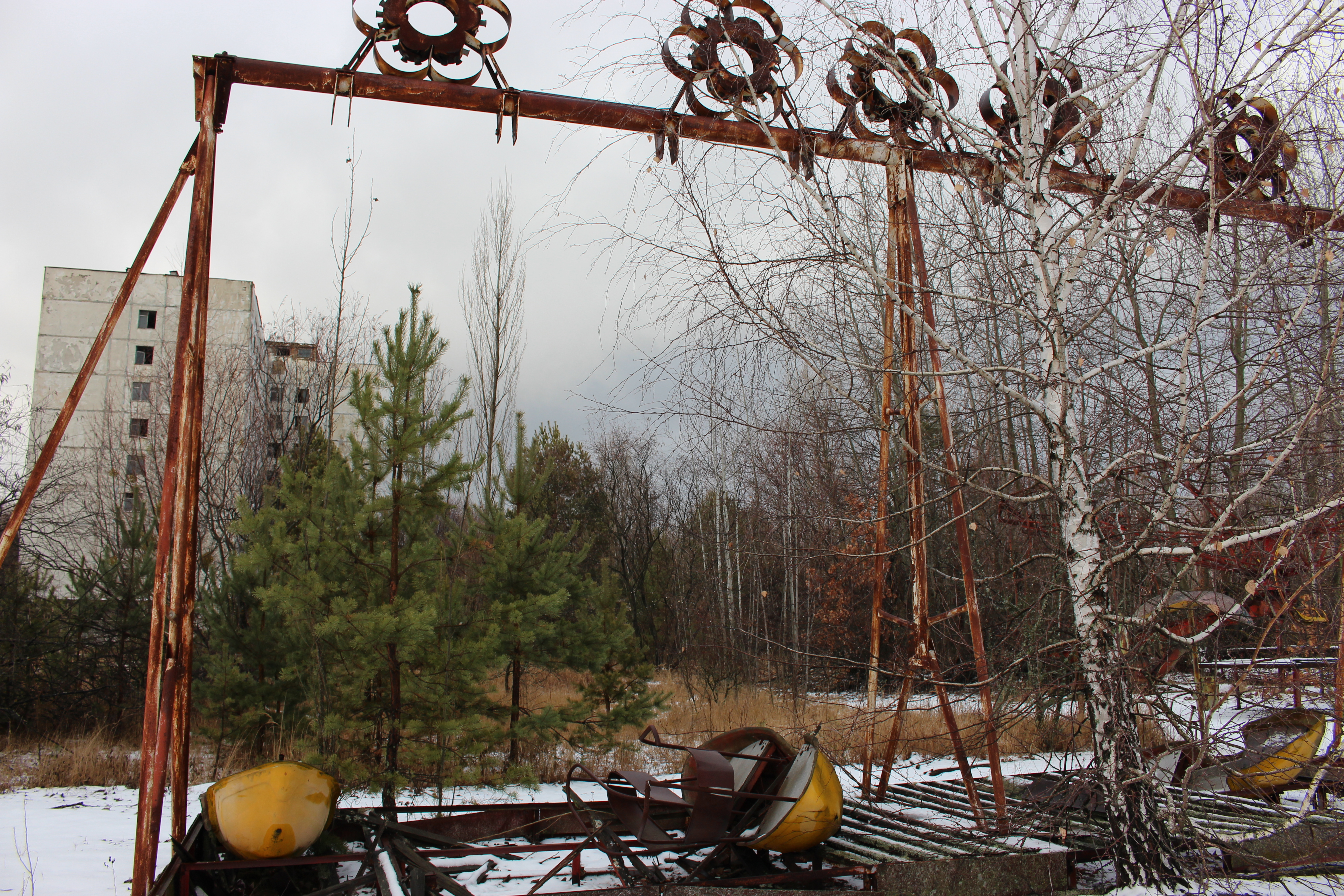
Качели
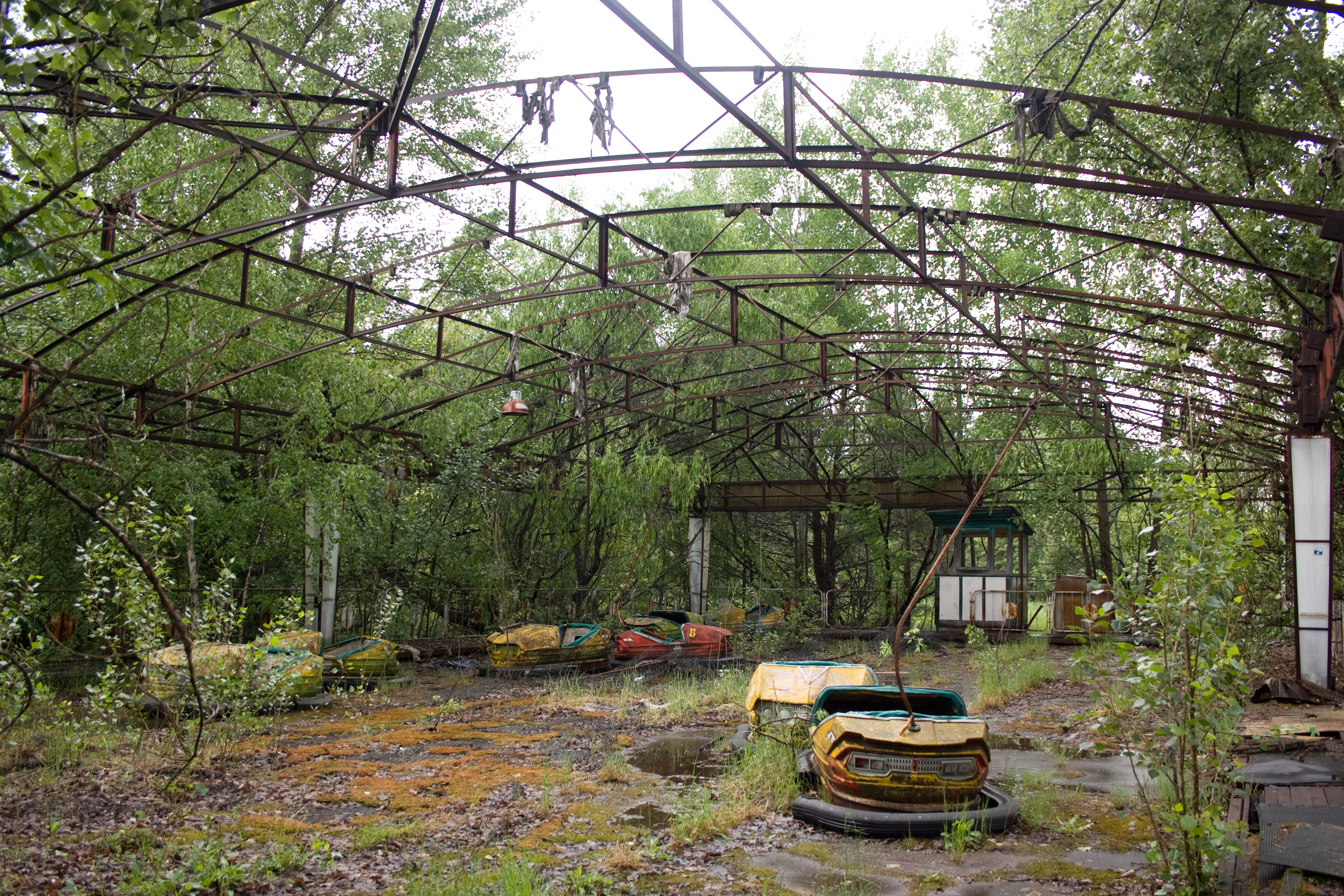
Автодром

## Парк в популярной культуре
Кино и телевидение
- «Жизнь после людей» (фильм, 2008)
- «Запретная зона» (фильм, 2012)
- Телепередача «Орёл и решка» (3 сезон, 16 выпуск)
- «Чернобыль. Зона отчуждения» (сериал, 2014)
- Эрик из Бразилии ломает стереотипы о Чернобыле Архивная копия от 18 февраля 2022 на Wayback Machine | Украина с первого взгляда

Игры
- S.T.A.L.K.E.R.: Тень Чернобыля
- Call of Duty 4: Modern Warfare
- Warface
- Call of Duty: Modern Warfare Remastered